# Parafia Matki Bożej Różańcowej w Moszczenicy Śląskiej
Parafia Matki Bożej Różańcowej w Moszczenicy – rzymskokatolicka parafia w dekanacie jastrzębskim w archidiecezji katowickiej. Położona w sołectwie Moszczenica, będącym częścią Jastrzębia-Zdroju. Swoim zasięgiem obejmuje Moszczenicę oraz Szotkowice.

## Pierwsza parafia
Historia pierwszej parafii w Moszczenicy sięga XIII w. W tym czasie powstał we wsi drewniany kościół pod wezwaniem św. Mikołaja.
Została wymieniona w spisie świętopietrza sporządzonym przez archidiakona opolskiego Mikołaja Wolffa w 1447 pośród innych parafii archiprezbiteratu (dekanatu) w Żorach pod nazwą Mostnicz. Następnie od XVI wieku do 1955 r. parafia należała do dekanatu w Wodzisławiu Śląskim.
W roku 1645 parafia ta stała się filią parafii św. Bartłomieja w niedalekiej Ruptawie. Parafie w Moszczenicy w dekanacie wodzisławskim po wielu staraniach erygowano na nowo dopiero 1 sierpnia 1925 r. 

## Budowa kościoła
Silny wzrost liczby wiernych w parafii spowodował, że podjęto decyzję o budowie nowego kościoła. W 1929 r. zawiązał się komitet budowy, który czynił starania o zdobycie odpowiednich funduszy i uzyskał poparcie u biskupa Arkadiusza Lisieckiego. Niestety niekorzystny obrót spraw przyspieszył budowę nowej świątyni.

## Pożar starego kościoła i budowa nowego
8 sierpnia 1938 r. zabytkowy drewniany kościół uległ całkowitemu spaleniu, udało uratować się tylko kilka cennych przedmiotów m.in. tabernakulum oraz niektóre rzeźby obecnie znajdujące się w kościele św. Józefa w Górnośląskim Parku Etnograficznym w Chorzowie oraz w Muzeum Archidiecezjalnym w Katowicach. Na cele liturgiczne przeznaczono salę w szkole przyparafialnej, która ze względu na zły stan była przeznaczona do rozbiórki. Rozpoczęto pracę nad budową nowego kościoła. Na czele komitetu budowy stanął Franciszek Ranoszek.
Nowym administratorem parafii został ks. Maksymilian Kowalczyk, który 12 grudnia 1939 r. został proboszczem i budowniczym nowego kościoła. Kościół budowano według projektu architektów Szołdry i Kluzy. Fundamenty zaczęto kopać już w 1939 roku, jednak wybuch wojny przerwał budowę aż do 1947 roku. Przed budowniczymi piętrzyły się jednak coraz to nowe przeszkody, okazało się, że pieniądze przechowywane w banku rybnickim pochodzące z odszkodowania za spalony drewniany kościół straciły wartość. Wielka ofiarność zarówno jeśli chodzi o środki finansowe jak i samą pracę spowodowała, że udało się dokończyć budowę. 8 października 1950 r. odbyło się poświęcenie kościoła, którego dokonał ks. biskup ordynariusz Stanisław Adamski. Mszę św. odprawił ks. Maksymilian Kowalczyk w asyście proboszczów z Ruptawy i Mszany.

## Dalsze dzieje
Kościół poświęcono opiece Matki Boskiej Różańcowej z uwagi na obchody Roku Maryjnego ogłoszonego przez papieża Piusa XII. W 1955 roku parafią wstrząsnęła tragiczna śmierć ówczesnego proboszcza ks. Maksymiliana Kowalczyka, który zginął przysypany gruzami burzonej szkoły przyparafialnej. Kolejne lata to okres ciągłych zmian. Duży wpływ na parafię miało otwarcie KWK "Moszczenica" co spowodowało zmianę charakteru wsi z rolniczego na przemysłowy oraz napływ robotników i ich rodzin do pracy w górnictwie. Ludność parafii w ostatnim 50-leciu zwiększyła się ponad dwukrotnie (z ok. 2000 w latach 50. XX wieku do ponad 5150 w 2007).

## Proboszczowie
- ks. Edward Adamczyk kuratus (1922-1925), proboszcz (1925-1938)
- ks. Maksymilian Kowalczyk administrator (1938-1939), proboszcz (1939-1955)
- ks. Franciszek Długajczyk administrator (1955-1958), proboszcz (1958-1970)
- ks. Machura Alfons (1970-1979)
- ks. Stanisław Budniok (1979-1998)
- ks. Andrzej Drabik administrator (1998), proboszcz (1999-2023)
- ks. Arkadiusz Sitko, 2023- nadal